# Пожођи-Черна (Валча)
Пожођи-Черна (рум. Pojogi-Cerna) насеље је у Румунији у округу Валча у општини Строешти. Oпштина се налази на надморској висини од 397 m.

## Становништво
Према подацима из 2002. године у насељу је живело 299 становника, од којих су сви румунске националности.